# Arne Bellstorf
Arne Bellstorf (* 1979 in Dannenberg an der Elbe) ist ein deutscher Comiczeichner. Seine Arbeiten erzählen in oft melancholischer Atmosphäre und in sauberem Ligne-Claire-Stil psychologische und/oder alltagschronologische Geschichten.

## Leben
Bellstorf studierte von 2000 bis 2006 Illustration in Hamburg. Für seine Publikation The Scorpions wurde er 2004 auf dem Comicfestival Hamburg mit dem „Bronzenen HRTN“ geehrt. 2005 reichte er als Diplomarbeit das Comicalbum Acht, neun, zehn ein, welches im selben Jahr vom Comicverlag Reprodukt auf der Frankfurter Buchmesse vorgestellt wurde. Bellstorf erhielt dafür prompt den Sondermann-Preis als „Bester Newcomer“. 2006 wurde Bellstorfs Album auf dem Internationalen Comic-Salon Erlangen mit dem ICOM Independent Comicpreis ausgezeichnet.
Seither sind verschiedene kürzere Arbeiten des Künstlers in der Berliner Zeitung, dem Berliner Tagesspiegel sowie auf Spiegel Online erschienen. Überdies publizierte Bellstorf seine Comics und Illustrationen zwischen 2004 und 2013 in der Comicanthologie Orang, die er einige Zeit gemeinsam mit Sascha Hommer herausgab. 2004 bis 2008 betrieben beide den Comicverlag Kikipost. 2010 veröffentlichte Bellstorf den Comicroman Baby's in Black. The Story of Astrid Kirchherr & Stuart Sutcliffe, der bereits in dritter Auflage erfolgreich bei Reprodukt verlegt wird.
Bellstorf lebt und arbeitet in Hamburg.